# Apachekolos
Apachekolos is een vliegengeslacht uit de familie van de roofvliegen (Asilidae).

## Soorten
- A. clavipes (Johnson, 1897)
- A. confusio Martin, 1957
- A. crinita Martin, 1957
- A. flaventis Scarbrough & Perez-Gelabert in Scarbrough & Perez-Gelabert & Page, 2005
- A. invasus Scarbrough & Perez-Gelabert in Scarbrough & Perez-Gelabert & Page, 2005
- A. magnus Scarbrough & Perez-Gelabert in Scarbrough & Perez-Gelabert & Page, 2005
- A. scapularis (Bigot, 1878)
- A. tenuipes (Loew, 1862)
- A. volubilis Scarbrough & Perez-Gelabert in Scarbrough & Perez-Gelabert & Page, 2005
- A. vultus Scarbrough & Perez-Gelabert in Scarbrough & Perez-Gelabert & Page, 2005
- A. weslacensis (Bromley, 1951)